# Fronteira Sudão–Sudão do Sul
A fronteira entre Sudão e Sudão do Sul é a linha que se estende sul do Sudão e a norte do Sudão do Sul, ao longo de 1937 km, desde a fronteira tríplice de ambos os países com a República Centro-Africana até à tríplice fronteira de ambos com a Etiópia.
Esta fronteira internacional foi criada com a independência do Sudão do Sul em 2011. Não está definida na região de Abyei.
Separa o Sudão das províncias Bahr al-Ghazal Ocidental, Bahr al-Ghazal do Norte, Warab, Unidade, Alto Nilo do Sudão do Sul

## Litígios fronteiriços
No entanto, este traçado está sujeito a litígio, uma vez que a adesão de alguns estados federados sudaneses localizados nas proximidades do Sudão do Sul, como o Nilo Azul, Cordofão do Sul e a região de Abyei, ainda não foi adjudicada; por enquanto, permanecem sob a soberania da República do Sudão.
Em 8 de dezembro de 2011, as forças armadas do Sudão e do Sudão do Sul se enfrentaram militarmente pelo controle do povoado de Jau no Cordofão do Sul, que cada país reivindica posse legítima. A fronteira entre os dois países permaneceu fechada até janeiro de 2016.